# Aelurillus catus
Aelurillus catus là một loài nhện trong họ Salticidae.
Loài này thuộc chi Aelurillus. Aelurillus catus được Eugène Simon miêu tả năm 1886.